# Antonio de Benavides y Bazán
Antonio de Benavides y Bazán (Madrid, 29 de diciembre de 1610 – ib., 25 de febrero de 1691) fue un eclesiástico español, patriarca de las indias occidentales, arzobispo de Tiro y comisario general de cruzada. 

## Biografía
De familia noble, hijo de Francisco de Benavides y de la Cueva, VII conde de Santisteban del Puerto, y de Brianda de Bazán, hija de Álvaro de Bazán. Hermano de Diego de Benavides y de la Cueva, VIII conde de Santisteban del Puerto, I marqués de Solera, y virrey de Navarra y de Perú.
Colegial del colegio mayor de Cuenca, en Salamanca. Canónigo y dignidad de la iglesia de Santa Leocadia. Estuvo al servicio del infante cardenal don Fernando de Austria, con quien marchó a Flandes y a quien asistió hasta su muerte en 1641. Una vez regresó a España, fue ministro del consejo de las Órdenes, y asesor del consejo de la Cruzada. En 1649 fue nombrado capellán mayor del rey para traer a España a la reina Mariana de Austria, y después sumiller de cortina del rey Felipe IV, que le presentó para los obispados de Palencia, Segovia y Coria, aunque no los aceptó. 
El rey Felipe IV le concedió a su muerte el futuro cargo de comisario general de Cruzada, por subdelegación que hizo el entonces comisario de Cruzada don José González en marzo de 1664. Obtuvo el cargo en propiedad a la muerte de este último, en 1668. Ejerció la nunciatura apostólica en España, de manera interina, durante dos periodos en el año 1670, y entre los años 1689 y 1690. En 1679 fue nombrado arzobispo de Tiro y patriarca de las Indias Occidentales. 
Falleció en Madrid, en 1691, en la casa de la Cruzada, parroquia de san Juan. Fue enterrado en el convento real de san Gil.